# Колет
 Тази статия е за личността.  За пощенската пратка вижте пощенски колет.  
Колет е артистичният псевдоним на френската писателка и журналистка Сидони-Габриел Колет (на френски: Sidonie-Gabrielle Colette).
Тя е от поколението на Марсел Пруст, Пол Клодел и Андре Жид и е известна с пристрастието си към теми като женската сексуалност и критиката на обществото, създадено от и за мъжете. Автор е на над 50 книги (романи и сборници с разкази) със силен автобиографичен елемент.
През 1948 г. Колет е номинирана за Нобелова награда за литература.